# Асагоэ, Синобу
Синобу Асагоэ (яп. 浅越しのぶ Асагоэ Синобу,  родилась 28 июня 1976 год, в Хиого, Япония) — японская теннисистка; победительница 8 турниров WTA в парном разряде; полуфиналистка Олимпиады-2004 в парном разряде.

## Общая информация
Родителей уроженки Хиого зовут Сюити (бизнесмен) и Тиэко (домохозяйка). Также у японки есть старший брат Кадзухико.
Синобу начала играть в теннис в 13 лет (в средней школе).
Любимым покрытием японки является хард, любимый удар — бэкхенд. Среди теннисных кумиров выделяет соотечественницу Кимико Датэ.

## Спортивная карьера
В октябре 1995 года Синобу выигрывает первый в карьере титул на парном 10-тысячнике ITF в Японии, а в июне 1996 года турнир того же ранга но в одиночках, прошедший на Тайване. В апреле 1997 года она дебютирует в основных соревнованиях WTA-тура, выступив в парном разряде турнира в Токио совместно с Ай Сугиямой. В сентябре того же года она пробивается через квалификацию на другой турнир в Токио и обыгрывает там в первом раунде 30-ю ракетку мира Чанду Рубин, но в следующем матче проигрывает представительнице Топ-10 Аранче Санчес-Викарио. В 1998 году Асагоэ дебютирует на турнирах серии Большого шлема, сыграв в парах на Открытом чемпионате Австралии. В апреле 1999 года она впервые сыграла за Сборную Японии в розыгрыше Кубка Федерации.
В июне 2000 года Синобу пробивается через квалификационный отбор на Уимблдонский турнир, где выходит во второй раунд. Это позволяет ей подняться в одиночном рейтинге в первую сотню. Еще лучше она выступила в том сезоне на Открытом чемпионате США. Японка добирается до третьего раунда, преодолев во втором сопротивление Патти Шнидер 7-5, 6-4. В сентябре она приняла участие в Олимпийских играх в Сиднее и на старте турнира проиграла Элс Калленс. В октябре на турнире в Токио Асагоэ выходит в четвертьфинал.
На Австралийском чемпионате 2001 года Синобу в первом раунде проигрывает Каре Блэк. Затем на турнире в Токио она смогла обыграть представительницу Топ-10 Аманду Кётцер 6-4, 5-7, 7-6(5) и пройти в четвертьфинал. На турнире в Оклахоме она смогла пройти в полуфинал. На Открытом чемпионате Франции и Уимблдонском турнире в первом раунде ей достались сильные соперницы: Жюстин Энен и Винус Уильямс. В обоих случаях Асагоэ уступает в двух сетах. На Открытом чемпионате США она также выбывает в первом раунде. В конце сентября она выходит в четвертьфинал турнира на Бали.
В Австралии 2002 года Асагоэ уступает в первом раунде в одиночках, а в парах смогла выйти в 1/4 финала, выступая в дуэте с Рикой Фудзиварой. На Ролан Гаррос в одиночные соревнования она пробивается через квалификацию и в первом раунде обыгрывает Анастасию Мыскину 3-6, 6-2, 7-5, но во втором проигрывает Эмили Луа. В парном розыгрыше турнира вместе с Труди Мусгрейв смогла выйти в четвертьфинал. В июне в дуэте с Элс Калленс Синобу выиграла дебютный титул WTA-тура на турнире в Бирмингеме. В августе на Открытом чемпионате США в первом раунде проигрывает француженке Эмили Луа. В начале октября японский дуэт Синобу Асагоэ и Нана Смит выиграл парные соревнования турнира в Токио. В концовке сезона Синобу смогла выйти в 1/4 финала турнира в Паттайе.
В январе 2003 года, начав с квалификации, японская теннисистка смогла дойти до четвертьфинала турнира в Хобарте, но на Австралийском чемпионате она проигрывает уже в первом раунде. В конце февраля на грунтовом турнире в Акапулько в матче второго раунда Асагоэ переигрывает первую ракетку турнира Елену Дементьеву 5-7, 6-3, 6-3. Выиграв затем еще один матч, она в итоге проходит в стадию полуфинала. В парных соревнованиях турнира 1-й категории в Майами в альянсе с Наной Смит Синобу сумела дойти до финала, где её пара проигрывает Магдалене Малеевой и Лизель Хубер. На Открытом чемпионате Франции она проигрывает в первом раунде. В июне на травяном турнире в Бирмингеме Асагоэ впервые сумела пробиться в финал одиночного турнира WTA. В решающем матче она уступает болгарке Малеевой 1-6, 4-6. На Уимблдонском турнире она также выступила удачно для себя. В матче второго раунда в упорной борьбе была обыграна 9-я ракетка мира на тот момент Даниэла Гантухова. Примечательно, что Синобу проиграла первый сет той встречи в сухую, но в итоге сумела одержать общую победу со счётом 0-6, 6-4, 12-10. Остановила её продвижение к титулу 5-я ракетка мира Линдсей Дэвенпорт на стадии четвёртого раунда. На Открытом чемпионате США в первом раунде Асагоэ выиграла 12-ю ракетку мира Магдалену Малееву 6-4, 6-3. В третьем раунде она проигрывает Мари Пьерс 4-6, 1-6. По итогам сезона она вошла в Топ-50 мировой классификации (45-е место).
В начале сезона 2004 года на турнире в Хобарте Синобу удается дойти до обоих титульных матчей. В одиночном разряде в финале она проиграла Эми Фразьер 3-6, 3-6. В парном же разряде с соотечественницей Сэйко Окамото ей удается выиграть главный приз. На Австралийском чемпионате она выбывает уже на старте. На Открытом чемпионате Франции Асагоэ выиграла у трёх довольно сильных теннисисток: Даниэлэ Гантуховой, Патти Шнидер и Хиселы Дулко, обеспечив себя таким образом участие в четвёртом раунде. В борьбе за выход в четвертьфинал она уступает Серене Уильямс 3-6, 1-6. На Уимблдоне-2004 она проигрывает в первом раунде. В августе совместно с Ай Сугиямой она смогла выиграть турнир в 1-й категории в Монреале. На теннисном турнире на Летних Олимпийских играх в Афинах этот японский дуэт остановился в шаге от завоевания медалей. В полуфинале они проиграли испанкам Кончите Мартинес и Вирхинии Руано Паскуаль, а в матче за бронзовую награду аргентинскому дуэту Паола Суарес/Патрисия Тарабини. В одиночном олимпийском турнире она выбывает уже на старте, проиграв Франческе Скьявоне. Успешно Асагоэ выступила на Открытом чемпионате США. Ей удается обыграть четырёх соперниц (Анну Смашнову, Джилл Крейбас, Паолу Суарес и Элени Данилиду), трое из которых были сеяными. Таким образом японка впервые проходит в четвертьфинал, где она не смогла обыграть Линдсей Дэвенпорт. В октябре с Катарина Среботник она выиграла парный титул турнира в Токио. Сезон 2004 года Асагоэ завершает на 37-й строчке одиночного рейтинга.
В начале сезона 2005 года на турнире в Окленде Асагоэ выходит в финал, где проигрывает Катарине Среботник 7-5, 5-7, 4-6. Соперницы по одиночному финалу в парном розыгрыше выступили в альянсе и сумели завоевать чемпионский титул того турнира. На Открытом чемпионате Австралии Синобу завершает выступления во втором раунде. На турнире в Токио в четвертьфинале она обыграла Елену Дементьеву (7-ю ракетку мира) 6-3 6-4, а в полуфинале уступила 4-й ракетке Марии Шараповой 4-6 6-7(3). Ей же Асагоэ проигрывает в четвёртом раунде турнира в Майами, проходившего в марте. В апреле на грунтовом турнире в Амелия-Айленде японка обыграла во третьем раунде № 6 в мире Анастасию Мыскину, а в 1/4 финала уступила Надежде Петровой. На Открытом чемпионате Франции в одиночном розыгрыше выбывает во втором раунде, а в парах совместно со Среботник выходит в четвертьфинал. На Уимблдоне она закончила выступление уже на старте турнира, а на Открытом чемпионате США прошла в третий раунд. В сентябре на турнире в Пекине проходит в четвертьфинал, где проигрывает первой ракетке мира на тот момент Марии Шараповой. В октябре в альянсе с Хиселой Дулкой выигрывает парный трофей турнира в Бангкоке.
На Открытом чемпионате Австралии 2006 года Асагоэ проигрывает во втором раунде одиночных соревнований. В парном же розыгрыше, выступая с Катариной Среботник, она сумела выйти в полуфинал, самой высший результат для неё на Большом шлеме за карьеру. В апреле этот словацко-японский дуэт выиграл турнир в Амелия-Айленде. На кортах Ролан Гаррос Синобу проигрывает в первом раунде, а на Уиблдонском турнире во втором. На Открытом чемпионате США, ставшим последним профессиональным турниром в её карьере, она проигрывает в первом раунде, а в парах в третьем.

## Итоговое место в рейтинге WTA по годам
| Год  | Одиночный рейтинг | Парный рейтинг |
| 2006 | 220               | 25             |
| 2005 | 38                | 23             |
| 2004 | 37                | 26             |
| 2003 | 45                | 44             |
| 2002 | 97                | 29             |
| 2001 | 108               | 108            |
| 2000 | 72                | 158            |
| 1999 | 122               | 187            |
| 1998 | 156               | 141            |
| 1997 | 157               | 143            |
| 1996 | 380               | 439            |
| 1995 | 954               | 452            |
| 1994 | 922               | 515            |

## Выступления на турнирах

### Финалы турнировWTAв одиночном разряде (3)

#### Поражения (3)
| Легенда:                    |
| --------------------------- |
| Турниры Большого шлема (0)* |
| Олимпиада (0)               |
| Итоговый турнир WTA (0)     |
| 1-я категория (0+1)         |
| 2-я категория (0+1)         |
| 3-я категория (0+4)         |
| 4-я категория (0+2)         |
| 5-я категория (0)           |

| Титулы по покрытиям | Титулы по месту проведения матчей турнира |
| ------------------- | ----------------------------------------- |
| Хард (0+6)*         | Зал (0)                                   |
| Грунт (0+1)         | Зал (0)                                   |
| Трава (0+1)         | Открытый воздух (0+8)                     |
| Ковёр (0)           | Открытый воздух (0+8)                     |

* количество побед в одиночном разряде + количество побед в парном разряде.
| №  | Дата           | Турнир                    | Покрытие | Соперник в финале  | Счёт        |
| 1. | 15 июня 2003   | Бирмингем, Великобритания | Трава    | Магдалена Малеева  | 1-6 4-6     |
| 2. | 16 января 2004 | Хобарт, Австралия         | Хард     | Эми Фразье         | 3-6 3-6     |
| 3. | 8 января 2005  | Окленд, Новая Зеландия    | Хард     | Катарина Среботник | 7-5 5-7 4-6 |

### Финалы турнировITFв одиночном разряде (15)

#### Победы (9)
| Легенда:         |
| ---------------- |
| 100.000 USD (0)* |
| 75.000 USD (0)   |
| 50.000 USD (1+4) |
| 25.000 USD (4+2) |
| 10.000 USD (4+4) |

| Титулы по покрытиям | Титулы по месту проведения матчей турнира |
| ------------------- | ----------------------------------------- |
| Хард (6+4)*         | Зал (1+1)                                 |
| Грунт (1+3)         | Зал (1+1)                                 |
| Трава (1+3)         | Открытый воздух (8+9)                     |
| Ковёр (1)           | Открытый воздух (8+9)                     |

* количество побед в одиночном разряде + количество побед в парном разряде.
| №  | Дата            | Турнир             | Покрытие   | Соперник в финале  | Счёт        |
| 1. | 2 июня 1996     | Тайбэй, Тайвань    | Хард       | Томоэ Хотта        | 6-3 6-0     |
| 2. | 20 октября 1996 | Кугаяма, Япония    | Хард       | Акико Моригами     | 6-1 3-6 6-1 |
| 3. | 27 октября 1996 | Киото, Япония      | Хард (зал) | Кэйко Нагатоми     | 6-2 6-4     |
| 4. | 18 мая 1997     | Кабулче, Австралия | Грунт      | Рени Рейд          | 6-4 6-1     |
| 5. | 22 мая 1998     | Нода, Япония       | Хард       | Харука Иноуэ       | 6-2 6-4     |
| 6. | 21 марта 1999   | Нода, Япония       | Хард       | Мирослава Вавринец | 7-5 6-4     |
| 7. | 4 апреля 1999   | Клермонт, США      | Хард       | Нана Смит          | 5-7 6-4 6-1 |
| 8. | 20 октября 2002 | Хаибара, Япония    | Ковёр      | Айко Накамура      | 6-4 7-5     |
| 9. | 4 мая 2003      | Гифу, Япония       | Трава      | Саори Обата        | 6-4 6-1     |

#### Поражения (6)
| №  | Дата            | Турнир            | Покрытие | Соперник в финале  | Счёт        |
| 1. | 25 мая 1997     | Джимпи, Австралия | Грунт    | Рени Рейд          | 6-3 3-6 4-6 |
| 2. | 8 июня 1997     | Ипсвич, Австралия | Грунт    | Рени Рейд          | 1-6 3-6     |
| 3. | 12 октября 1997 | Сага, Япония      | Трава    | Сурина де Бер      | 1-6 7-5 3-6 |
| 4. | 7 мая 2000      | Гифу, Япония      | Трава    | Тамарин Танасугарн | 5-7 4-6     |
| 5. | 7 апреля 2002   | Дубай, ОАЭ        | Хард     | Анжелик Виджайя    | 5-7 2-6     |
| 6. | 5 мая 2002      | Гифу, Япония      | Трава    | Джулия Паллин      | 6-4 4-6 3-6 |

### Финалы турнировWTAв парном разряде (12)

#### Победы (8)
| №  | Дата            | Турнир                    | Покрытие | Партнёр            | Соперницы в финале                       | Счёт        |
| 1. | 16 июня 2002    | Бирмингем, Великобритания | Трава    | Элс Калленс        | Кимберли По-Мессерли Натали Тозья        | 6-4 6-3     |
| 2. | 6 октября 2002  | Токио, Япония             | Хард     | Нана Смит          | Светлана Кузнецова Аранта Санчес Викарио | 6-4 4-6 6-4 |
| 3. | 16 января 2004  | Хобарт, Австралия         | Хард     | Сэйко Окамото      | Элс Калленс Барбара Шетт                 | 2-6 6-4 6-3 |
| 4. | 8 августа 2004  | Монреаль, Канада          | Хард     | Ай Сугияма         | Тамарин Танасугарн Лизель Хубер          | 6-0 6-3     |
| 5. | 10 октября 2004 | Токио, Япония (2)         | Хард     | Катарина Среботник | Машона Вашингтон Дженнифер Хопкинс       | 6-1 6-4     |
| 6. | 8 января 2005   | Окленд, Новая Зеландия    | Хард     | Катарина Среботник | Лиэнн Бейкер Франческа Лубьяни           | 6-3 6-3     |
| 7. | 16 октября 2005 | Бангкок, Таиланд          | Хард     | Хисела Дулко       | Кончита Мартинес Вирхиния Руано Паскуаль | 6-1 7-5     |
| 8. | 9 апреля 2006   | Амелия-Айленд, США        | Грунт    | Катарина Среботник | Саня Мирза Лизель Хубер                  | 6-2 6-4     |

#### Поражения (4)
| №  | Дата           | Турнир             | Покрытие | Партнёр           | Соперницы в финале                  | Счёт        |
| 1. | 29 марта 2003  | Майами, США        | Хард     | Нана Смит         | Магдалена Малеева Лизель Хубер      | 4-6 6-3 5-7 |
| 2. | 6 апреля 2003  | Сарасота, США      | Грунт    | Нана Смит         | Мартина Навратилова Лизель Хубер    | 6-7(8) 3-6  |
| 3. | 9 октября 2004 | Токио, Япония      | Хард     | Мария Венто Кабчи | Хисела Дулко Мария Кириленко        | 5-7 6-4 3-6 |
| 4. | 4 марта 2006   | Акапулько, Мексика | Грунт    | Эмили Луа         | Анна-Лена Грёнефельд Меганн Шонесси | 1-6 3-6     |

### Финалы турнировITFв парном разряде (19)

#### Победы (10)
| №   | Дата            | Турнир                   | Покрытие   | Партнёр           | Соперницы в финале             | Счёт            |
| 1.  | 22 октября 1995 | Кугаяма, Япония          | Хард       | Юко Хосоки        | Дженни Анна Фетч Натали Фроли  | 6-4 7-6(3       |
| 2.  | 9 июня 1996     | Тайчжун, Тайвань         | Хард       | Юко Танака        | Сатиэ Умэхара Томоэ Хотта      | 6-0 6-1         |
| 3.  | 18 мая 1997     | Кабулче, Австралия       | Грунт      | Бенжамас Сангарам | Нанни де Вильерс Лиза Макши    | 6-4 7-5         |
| 4.  | 25 мая 1997     | Джимпи, Австралия        | Грунт      | Бенжамас Сангарам | Нанни де Вильерс Лиза Макши    | 5-7 6-3 6-3     |
| 5.  | 18 октября 1998 | Сеул, Южная Корея        | Хард       | Кирстин Фрайе     | Кетрин Барклей-Рейц Чхве Ёнджа | 6-2 7-6(3)      |
| 6.  | 7 мая 2000      | Гифу, Япония             | Трава      | Юка Ёсида         | Нанни де Вильерс Лиза Макши    | 6-3 6-1         |
| 7.  | 14 мая 2000     | Сеул, Южная Корея        | Грунт      | Саори Обата       | Ли На Ли Тин                   | 6-1 6-3         |
| 8.  | 3 марта 2002    | Миннеаполис, США         | Хард (зал) | Элс Калленс       | Нана Смит Рика Хираки          | 7-6(3) 7-6(3)   |
| 9.  | 12 мая 2002     | Фукуока, Япония          | Трава      | Чо Юн Джон        | Лорна Вудроуфф Джулия Паллин   | 6-2 6-4         |
| 10. | 8 июня 2003     | Сербитон, Великобритания | Трава      | Нана Смит         | Бетани Маттек Лилия Остерло    | 7-6(11) 3-6 6-4 |

#### Поражения (9)
| №  | Дата            | Турнир               | Покрытие | Партнёр           | Соперницы в финале          | Счёт        |
| 1. | 9 октября 1994  | Ибараки, Япония      | Хард     | Харука Иноуэ      | Ким Ильсун Ёрико Ямагиси    | 2-6 1-6     |
| 2. | 4 мая 1997      | Гифу, Япония         | Трава    | Ясуко Нисимата    | Саори Обата Каору Сибата    | 3-6 5-7     |
| 3. | 1 июня 1997     | Бандаберг, Австралия | Грунт    | Бенжамас Сангарам | Нанни де Вильерс Лиза Макши | 6-4 1-6 1-6 |
| 4. | 8 июня 1997     | Ипсвич, Австралия    | Грунт    | Бенжамас Сангарам | Нанни де Вильерс Лиза Макши | 4-6 6-3 5-7 |
| 5. | 21 марта 1999   | Нода, Япония         | Хард     | Юка Ёсида         | Пак Сонхи Чо Юн Джон        | 3-6 3-6     |
| 6. | 24 октября 1999 | Нэшвилл, США         | Хард     | Юка Ёсида         | Николь Арендт Кети Шлюкбир  | 1-6 6-7(5)  |
| 7. | 5 мая 2002      | Гифу, Япония         | Трава    | Рика Фудзивара    | Эви Доминикович Чо Юн Джон  | 2-6 2-6     |
| 8. | 18 августа 2002 | Бронкс, США          | Хард     | Нана Смит         | Марет Ани Флавия Пеннетта   | 4-6 1-6     |
| 9. | 4 мая 2003      | Гифу, Япония         | Трава    | Нана Смит         | Саори Обата Рика Фудзивара  | 6-1 5-7 3-6 |

## История выступлений на турнирах
| Турнир                       | 1998          | 1999          | 2000  | 2001          | 2002          | 2003          | 2004  | 2005          | 2006          | Итог   | В/П за карьеру |
| ---------------------------- | ------------- | ------------- | ----- | ------------- | ------------- | ------------- | ----- | ------------- | ------------- | ------ | -------------- |
| Турниры Большого шлема       |               |               |       |               |               |               |       |               |               |        |                |
| Открытый чемпионат Австралии | К             | -             | К     | 1Р            | 1Р            | 1Р            | 1Р    | 2Р            | 2Р            | 0 / 6  | 2-6            |
| Открытый чемпионат Франции   | К             | К             | К     | 1Р            | 2Р            | 1Р            | 4Р    | 2Р            | 1Р            | 0 / 6  | 4-6            |
| Уимблдонский турнир          | К             | К             | 2Р    | 1Р            | К             | 4Р            | 1Р    | 1Р            | 2Р            | 0 / 6  | 4-6            |
| Открытый чемпионат США       | К             | К             | 3Р    | 1Р            | 1Р            | 3Р            | 1/4   | 3Р            | 1Р            | 0 / 7  | 10-7           |
| Итог                         | 0 / 0         | 0 / 0         | 0 / 2 | 0 / 4         | 0 / 3         | 0 / 4         | 0 / 4 | 0 / 4         | 0 / 4         | 0 / 25 |                |
| В/П в сезоне                 | 0-0           | 0-0           | 3-2   | 0-4           | 1-3           | 5-4           | 7-4   | 4-4           | 2-4           |        | 20-25          |
| Олимпийские игры             |               |               |       |               |               |               |       |               |               |        |                |
| Летняя олимпиада             | Не проводился | Не проводился | 1Р    | Не проводился | Не проводился | Не проводился | 1Р    | Не проводился | Не проводился | 0 / 2  | 0-2            |

К — проигрыш в квалификационном турнире.
| Турнир                       | 1998          | 1999          | 2000  | 2001          | 2002          | 2003          | 2004  | 2005          | 2006          | Итог   | В/П за карьеру |
| ---------------------------- | ------------- | ------------- | ----- | ------------- | ------------- | ------------- | ----- | ------------- | ------------- | ------ | -------------- |
| Турниры Большого шлема       |               |               |       |               |               |               |       |               |               |        |                |
| Открытый чемпионат Австралии | 2Р            | -             | 1Р    | 3Р            | 1/4           | 2Р            | 2Р    | 3Р            | 1/2           | 0 / 8  | 14-8           |
| Открытый чемпионат Франции   | -             | -             | -     | 1Р            | 1/4           | 2Р            | 3Р    | 1/4           | 1Р            | 0 / 6  | 9-6            |
| Уимблдонский турнир          | -             | К             | 1Р    | 1Р            | 2Р            | 3Р            | 2Р    | 3Р            | 1Р            | 0 / 7  | 6-7            |
| Открытый чемпионат США       | -             | -             | -     | 1Р            | 2Р            | 2Р            | 1Р    | 3Р            | 3Р            | 0 / 6  | 6-6            |
| Итог                         | 0 / 1         | 0 / 0         | 0 / 2 | 0 / 4         | 0 / 4         | 0 / 4         | 0 / 4 | 0 / 4         | 0 / 4         | 0 / 27 |                |
| В/П в сезоне                 | 1-1           | 0-0           | 0-2   | 2-4           | 8-4           | 5-4           | 4-4   | 9-4           | 6-4           |        | 35-27          |
| Олимпийские игры             |               |               |       |               |               |               |       |               |               |        |                |
| Летняя олимпиада             | Не проводился | Не проводился | -     | Не проводился | Не проводился | Не проводился | 1/2   | Не проводился | Не проводился | 0 / 1  | 3-2            |